# Figelijus
Figelijus (lat. Phygelius), biljni rod strupnikovki smješten u tribus Teedieae, dio potporodice Buddlejoideae.. Sastoji se od dvije vrste polugrmova ili grmova iz Južne Afrike, Lesota i Svazija. 

## Etimologija
Ime Phygelius potječe od grčkih riječi phugo, što znači 'izbjegavati', i helios, 'sunce', što se odnosi na njegovo sjenovito stanište. Ime tipične vrste capensis znači 'od' ili 's Rta'.

## Opis
Opisan  je u Companion Bot. Mag., 1836.
Rod Phygelius je endemski rod južne Afrike i postoje samo 2 vrste, Phygelius capensis i P. aequalis, koje su dosta slične, ali se mogu razlikovati na sljedeći način: cjevasti cvjetovi malo su kraći i širi kod P. capensis, a cvjetna stabljika je savijena tako da su cvjetovi nagnuti prema glavnoj stabljici. Također, ušće cvjetne cijevi je koso kod P. capensis, ali je okruglo kod P. aequalis. Njihovo stanište također je različito, poznato je da Phygelius aequalis raste naširoko u dolinama Little Berga, na visinama od oko 1500 m, dok P. capensis općenito raste na mnogo višim nadmorskim visinama, od oko 3000 m, u Područje Giant's Castle. 

## Vrste
1. Phygelius aequalis Harv. ex Hiern
2. Phygelius capensis E.Mey. ex Benth.; tipična vrsta

## Vanjske poveznice
- Gardenia